# Кузьмин, Александр Степанович (краевед)
Александр Степанович Кузьмин (18 сентября 1923 — 31 января 2005) — краевед города Вельска, фронтовик, 30 лет работал учителем труда вельских школы-интерната и школы № 1. Почётный гражданин Вельска (2004).

## Биография
Родился в 1923 году в деревне Заречье (Окулковская) в Вельском районе Архангельской области в крестьянской семье.
Окончив семилетнюю школу в 1937 году вступил в комсомол, три года работал в колхозе, решил продолжить обучение, однако, началась война.
На фронте с апреля 1942 года — радист-стрелок танка Т-34, воевал на Волховском и 3-м Белорусском фронтах.
На 1945 году служил в 60 тяжёлом танко-самоходном ордена Красной Звезды полку в Восточной Пруссии.
Награждён Орденом Отечественной войны II степени (1985), медалями «За взятие Кенигсберга» и «За победу над Германией», знаком «Отличный танкист».
После войны вернулся на родину, поселился в Вельске, где построил дом, женился, вырастил четырех дочерей. В 1950 году вступил в партию.
Около 30 лет работал учителем труда в школе-интернате и школе № 1 города Вельска.
Заочно окончил Сольвычегодское педучилище, затем Вельский учительский институт (1956).
В 1979 году вышел на пенсию по инвалидности. Умер в 2005 году в Вельске.
В 2013 году на здании школы № 1 была открыта мемориальная доска в память об учителе труда, краеведе А. С. Кузьмине.

## Труды по краеведению
Всю жизнь активно занимался краеведением, сотрудничал с Вельским краеведческим музеем.
Очерки, рассказы, подборки архивных материалов публиковались на страницах районных газет и областного издания «Правда Севера».
Благодаря его исследованиям и публикациям улица Северная в Вельске была переименована в улицу Н. Е. Конева, а Набережная получила имя П. А. Моисеенко.
Автора сборника о прошлом вельской земли «Записки из прошлого. История и судьбы», изданного в 1997 году.